# Paris-Roubaix 2004
Paris-Roubaix 2004 a fost a 102-a ediție a Paris-Roubaix, o cursă clasică de ciclism de o zi din Franța. Evenimentul a avut loc pe 11 aprilie 2004 și s-a desfășurat pe o distanță de 261 kilometri până la velodromul din Roubaix. Câștigătorul a fost Magnus Bäckstedt din Suedia de la echipa Alessio–Bianchi.

## Rezultate
| Loc | Concurent               | Echipă               | Timp       |
| --- | ----------------------- | -------------------- | ---------- |
| 1   | Magnus Bäckstedt (SWE)  | Alessio–Bianchi      | 6h 40' 26" |
| 2   | Tristan Hoffman (NED)   | Team CSC             | a.t.       |
| 3   | Roger Hammond (GBR)     | MrBookmaker-Palmans  | a.t.       |
| 4   | Fabian Cancellara (SUI) | Fassa Bortolo        | a.t.       |
| 5   | Johan Museeuw (BEL)     | Quick-Step–Davitamon | + 17"      |
| 6   | Peter Van Petegem (BEL) | Lotto–Domo           | + 17"      |
| 7   | Leon Van Bon (NED)      | Lotto–Domo           | + 29"      |
| 8   | George Hincapie (USA)   | U.S. Postal Service  | + 29"      |
| 9   | Tom Boonen (BEL)        | Quick-Step–Davitamon | + 29"      |
| 10  | Frank Høj (DEN)         | Team CSC             | + 29"      |